# パラダイス・ロスト (シンフォニー・エックスのアルバム)
『パラダイス・ロスト』（PARADISE LOST）は、アメリカ合衆国のプログレッシブ・メタル・バンド、シンフォニー・エックスが2007年に発表したスタジオ・アルバム。

## 概要
シンフォニー・エックスの7作目のスタジオ・アルバム。ジョン・ミルトンによる叙事詩『失楽園』（1667年）を構想のヒントにしているが、内容自体はオリジナルで、当該作品をテーマとしたコンセプト・アルバムではない。
本作はバンドとして初めてアメリカのビルボード200にチャートインし123位を記録、1週間チャートインし続け、トップ・ヒートシーカーズでは1位を獲得し、他の5カ国でもトップ100にランクインした。

## 制作背景
2005年11月16日にバンドが「すべてをまとめ始める」と発表して以来、本作のリリースは何度も延期されている。2006年3月18日のファンクラブ・チャットで、ギタリストでメイン・ソングライターのマイケル・ロメオは、「このアルバムは少しダークになる。『Out of the Ashes』ほど明らかではないがクラシックの影響はまだたくさん残っている」と言及。さらに彼は、H.P.ラヴクラフトの作品をテーマにした曲がアルバムに収録される可能性を示唆し、『Paradise Lost』が今のところテーマだと語り、アルバム・タイトルの噂を流した。
2006年8月、アルバム・タイトルが「Paradise Lost」と裏付けるようなカバー・アートがインターネット上に流出した。この流出したアルバム・アートは、当初バンドによって 「暫定的」なアートワークとして分類されていたが、後に正式なアートワークであることが明らかになり、2007年5月12日にシンフォニーXの公式サイトで裏表紙を含む全パノラマが公開された。
一時は2006年後半にリリースされると発表されたが、最終的に2007年6月26日に正式リリースされるまで、何度も延期されている。2007年5月12日、バンドのマイスペースで「Serpent's Kiss」が公開され、ドイツのレコードレーベルSPVのウェブサイトでは、アルバム収録曲のMP3サンプルが公開された。

## 収録曲
| #         | タイトル | 作詞                     | 作曲                       | 時間  |
| --------- | --- | ------------------------ | -------------------------- | ----- |
| 1.        | 「Oculus ex Inferni」(オクルス・エクス・インフェルニ)                                                        | （インストゥルメンタル） | マイケル・ロメオ           | 2:34  |
| 2.        | 「Set the World on Fire (The Lie of Lies)」(セット・ザ・ワールド・オン・ファイア〈ザ・ライ・オヴ・ライズ〉)  | ロメオ, ラッセル・アレン | ロメオ                     | 5:55  |
| 3.        | 「Domination」(ドミネーション)                                                                               | ロメオ, アレン           | ロメオ                     | 6:29  |
| 4.        | 「Serpent's Kiss」(サーペントズ・キッス)                                                                     | ロメオ, アレン           | ロメオ                     | 5:03  |
| 5.        | 「Paradise Lost」(パラダイス・ロスト)                                                                        | ロメオ, アレン           | ロメオ, マイケル・ピネーラ | 6:32  |
| 6.        | 「Eve of Seduction」(イヴ・オヴ・シダクション)                                                               | ロメオ, アレン           | ロメオ                     | 5:04  |
| 7.        | 「The Walls of Babylon」(ザ・ウォールズ・オヴ・バビロン)                                                     | ロメオ, アレン           | ロメオ                     | 8:16  |
| 8.        | 「Seven」(セヴン)                                                                                            | ロメオ, アレン           | ロメオ                     | 7:01  |
| 9.        | 「The Sacrifice」(ザ・サクリファイス)                                                                        | アレン                   | ロメオ                     | 4:49  |
| 10.       | 「Revelation (Divus Pennae ex Tragoedia)」(レヴェレイション〈ディーヴス・ペンナエ・エクス・トラゴエディア〉) | ロメオ, アレン           | ロメオ                     | 9:17  |
| 11.       | 「SACRIFICE PRELUDE〔DEMO〕」(サクリファイス・プレリュード〔デモ〕)                                          | （インストゥルメンタル） | ロメオ                     | 1:35  |
| 12.       | 「OPENING ALTERNATE INTRO」(オープニング・オルタネイト・イントロ〔デモ〕)                                    | （インストゥルメンタル） | ロメオ                     | 1:50  |
| 合計時間: | 合計時間: | 合計時間:                | 合計時間:                  | 64:25 |

- 11.12.は日本国内盤のボーナス・トラック

## 参加ミュージシャン
- ラッセル・アレン (ボーカル)
- マイケル・ロメオ (ギター)
- マイケル・レポンド (ベース)
- ジェイソン・ルロ (ドラムス)
- マイケル・ピネーラ (キーボード)